# Aethia psittacula
El mérgulo lorito (Aethia psittacula)  es una especie de ave Charadriiforme de la familia Alcidae. 
Antiguamente el mérgulo lorito solía ser colocado en un género propio Cyclorrhynchus (Kaup, 1829) pero la evidencia morfológica y genética reciente sugiere que debe ser colocado en el género Aethia, lo que los convierte en más afines con los  mérgulos empenachados y mérgulos mínimos. Mide solo 23 cm de largo.

## Distribución y hábitat
Esta especie de ave marina está asociada con las aguas boreales de Alaska, Siberia y la península de Kamchatka en el Pacífico Norte. Apenas mide 23 cm.
Se reproduce en los acantilados, laderas y campos rocosos de las islas fuera de la costa, generalmente se desplaza hacia el sur en invierno.